# Talmácsi Gábor
Talmácsi Gábor (beceneve „Talma”, Budapest, 1981. május 28. –) gyorsaságimotor-versenyző. 2007-ben a MotoGP 125 cm³-es kategóriájának világbajnoka.
Karrierje során számos elismerésben részesítették – Magyar Köztársasági Érdemrend Lovagkereszt kitüntetés (2007), Aranysisak – Casci D'oro (2007), Az Év Sportolója – 2005-ben 3. hely, 2007-ben 1. hely, Az Év Embere (2007), Az Év Legnépszerűbb Sportolója (2010), Az Év Embere Zuglóban (2005, 2007, 2008), Budapest Sportdíj, Woman of the year – Az év legsármosabb férfi díj, Rally Sport örökös licenc tulajdonos, A legismertebb aktív magyar sportoló (2008), Nemzetisport közönségdíj (2007)
2011 januárjában a nagyközönség Talmácsi Gábort választotta az Év legnépszerűbb sportolójává, ami egy igazi elismerés egy élsportoló számára, az év végi Év sportolója gálán pedig Gábor kapta azt a különdíjat, mely azt a jelölt sportolót illette, aki 2011-ben a legtöbb médiamegjelenést generálta.

## Életpályája

### Kezdetek
Négyéves korában kezdett versenyezni apja által készített minimotoron, 50 és 80 cm³-es géposztályban. Kezdetben öccsével, Talmácsi Gergővel együtt versenyzett. 14 évesen, 1995-ben indult először a felnőttek között. 1999-ben megnyerte mind a magyar bajnokságot, mind az Alpok-Adria kupát, 2000-ben az Európa-bajnokságban 5. helyen végzett. A 2000-es brnói világbajnoki futamon debütált szabadkártyás versenyzőként, és jó teljesítményét látva a Racing Service csapat szerződést ajánlott neki. 2001 volt számára az első teljes évad a világbajnokságon, ekkor egy Hondát vezetett és 34 pontot gyűjtött az év végére. 2002-ben az Italjet csapathoz szerződött, de a váltás nem volt sikeres, év közben átment a PEV ADAC Sachsen csapathoz. Velük érte el első számottevő sikerét, a brazíliai futamon 4. lett.
2003-ban az Exalt Cycle csapatnál Aprilia motoron versenyzett, és ebben az évben már a 14. volt. Gábor nem volt elégedett a csapatával, sokszor azt érezte, hogy német csapattársa, Steve Jenkner jobb motort kap, mint ő. 2004-ben ezért csatlakozott a Malaguti gyári istállóhoz, és bár sikereket a motor gyenge teljesítménye miatt nem tudott elérni, tehetségére több komoly csapat is felfigyelt.

### 2005: az első győzelmek

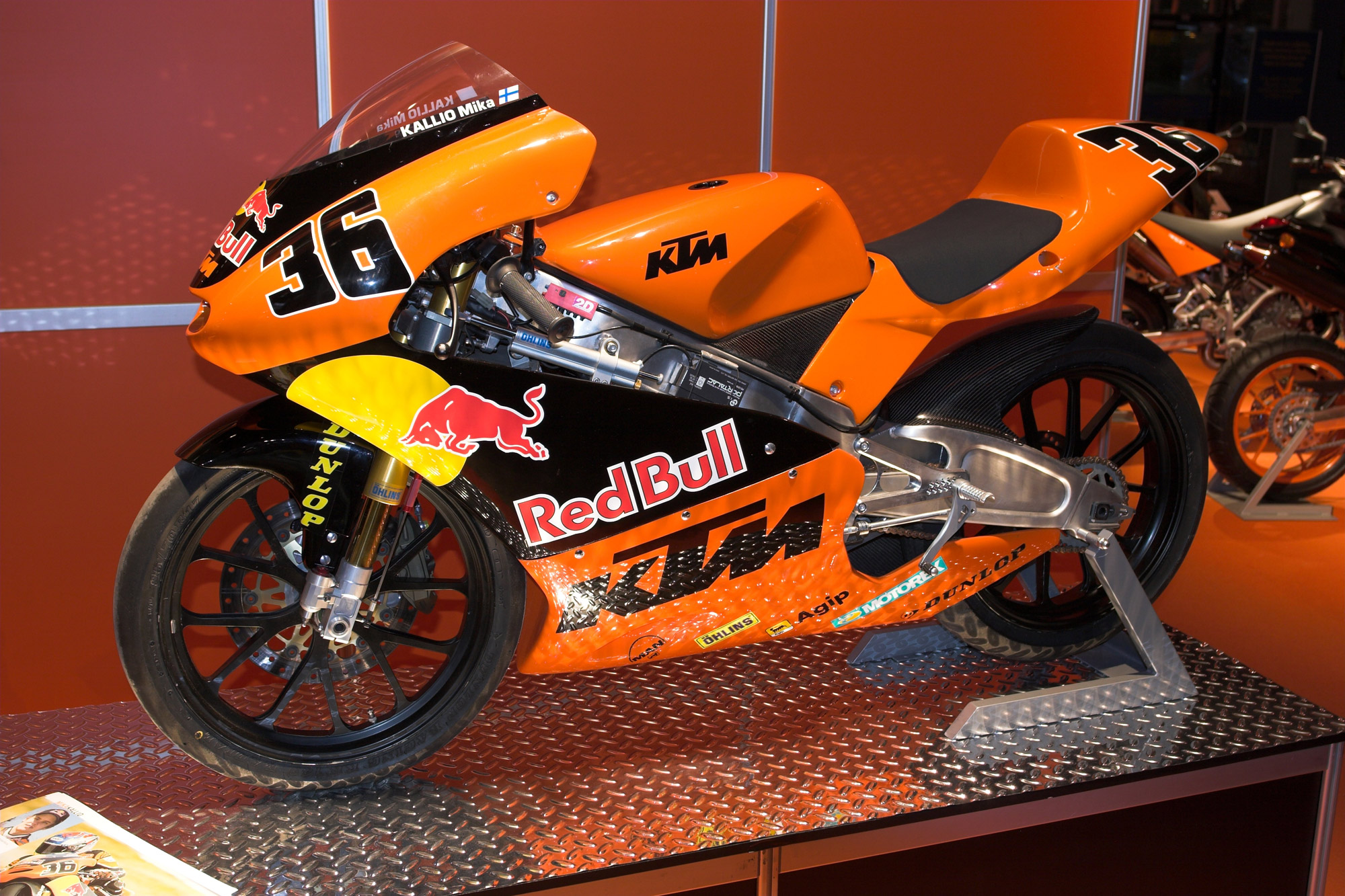
125 cm³-es KTM

2005-ben a Red Bull KTM csapata hozta meg az igazi áttörést. Három futamon is győzni tudott: Mugellóban, Assenben és Katarban állt a dobogó tetejére, a bajnokságban pedig bronzérmet szerzett.
Katari győzelme miatt azonban többen is támadták. Csapattársának, Mika Kalliónak ekkor még valós esélye volt a világbajnokság megnyerésére, Gábornak csak matematikai. Éppen ezért a futam előtt a csapata megkérte, hogy segítsen Kalliónak minél több pontot gyűjteni. A finn végig vezetett a versenyben, majd a befutónál, a célegyenesben Gábor megelőzte. A verseny után újságírói kérdésre azt mondta, hogy úgy tudta, az még nem a befutó, van még egy kör. A KTM csapat a korábban ajánlott szerződést a 250 cm³-es bajnokságban való indulásra visszavonta, amiben az is közrejátszhatott, hogy Kalliónak éppen annyi pont hiányzott bajnoki címhez, amennyit Gábor előzésével vesztett.

### 2006: Humangest Honda
A KTM után elfogadta a Humangest gyári támogatású Honda csapatának ajánlatát. Döntésében az is közrejátszhatott, hogy a 2006-ot megelőző három évben a világbajnok Honda motorral nyert. A japán gyártó azonban szinte semmit nem fejlesztett a gépen, így az Aprilia és a KTM nagy előnyben volt, és ez a versenyeken meg is látszott. Az évadot Álvaro Bautista nyerte Apriliával, egyetlen igazi ellenfele a KTM-es Kallio volt. Gábor legjobb eredménye egy bronzérem volt a sok odautazó magyar szurkoló miatt hazai pályának számító Brnóban.

### 2007: világbajnoki cím

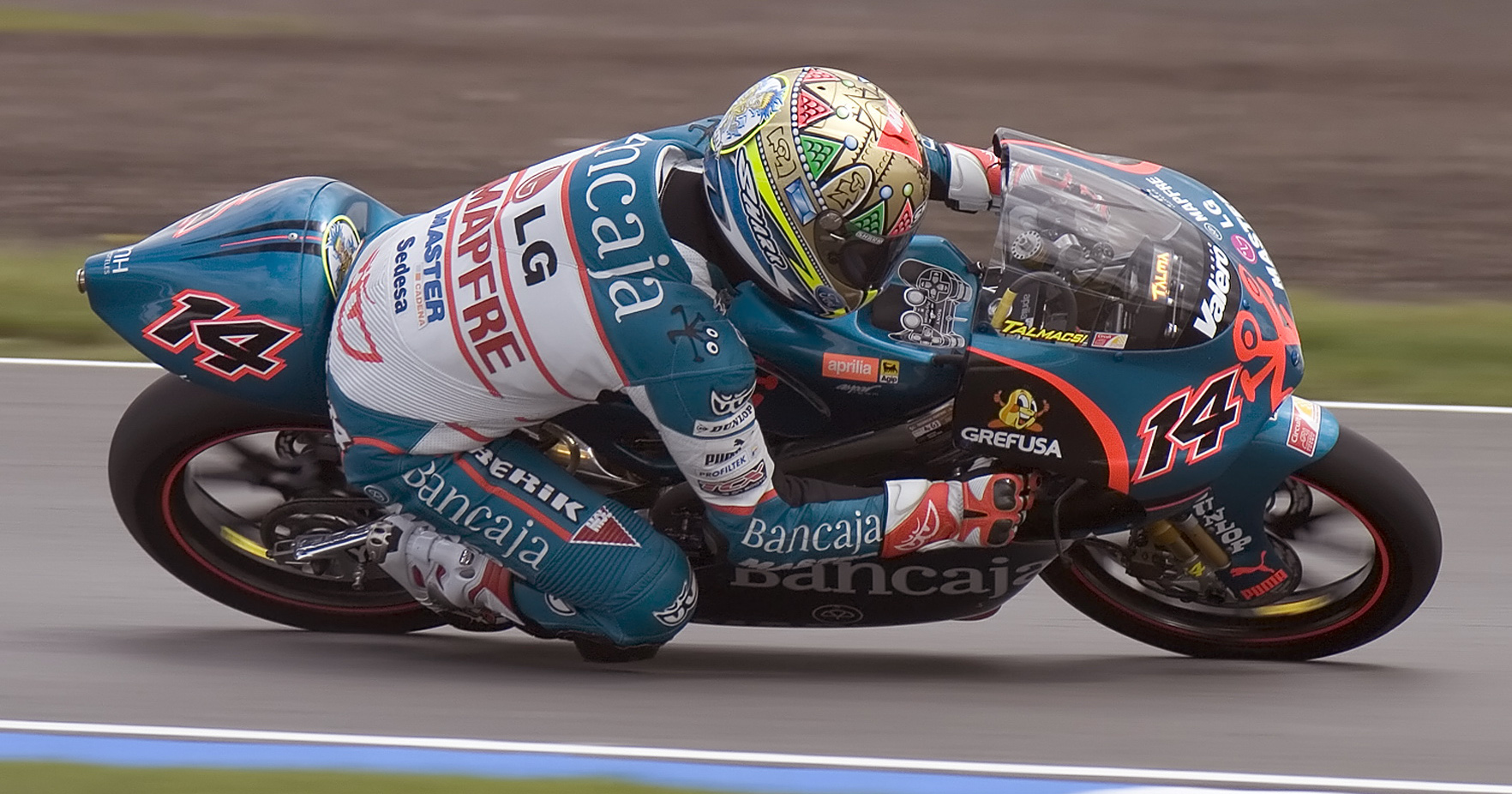

Még a 2006-os évad vége előtt szerződést ajánlott neki a 2007-es évre Jorge Martínez, a legjobb motorokkal rendelkező csapatok egyike, az Aspar Aprilia vezetője, amit Gábor elfogadott.
A szezon jól indult, a sikeres tesztelés után az első, katari versenyen csapattársa, Héctor Faubel mögött második lett, a következő jerezi futamon viszont már ő állt a dobogó tetejére. A harmadik, isztambuli versenyt ötödikként fejezte be, de még így is tudta növelni előnyét a világbajnoki pontversenyben, mert komoly ellenfelei mögötte végeztek. A 100. versenyét Sanghajban futotta, de kisebb műszaki problémák miatt csak negyedik lett, és a rákövetkező két futamon is ezt a helyezést érte el, ami a pontversenybeli vezető helyébe került.
A katalán GP-n Barcelonában két nagy riválisa, Héctor Faubel és Lukáš Pešek összeütközött, így Gábor ezüstérmesként végre ismét dobogóra állhatott. Újra vezette a pontversenyt is, de csak rövid ideig: a következő, angliai futamot motorproblémák miatt nem tudta befejezni, Assenben pedig Faubel mögött második volt. A németországi futamon az első rajtkockából indulhatott és vezető helyét végig megőrizve fölényesen nyert. Faubel csak a harmadik lett, Gábor újra vezette a pontversenyt.
A hazai futamnak számító Brnóban csak negyedik tudott lenni, majd a következő három versenyen hol Pasini, hol Faubel mögött volt ezüstérmes. Az ausztrál futamon az Aprilia versenyzőinek nem nagyon ment: Pešek nyert, Faubel a harmadik, Pasini a hetedik lett. Talmácsi nyolcadikként futott be, ennek ellenére még mindig vezette a pontversenyt, de csak egy ponttal. Malajziában a német versenyhez hasonlóan fölényesen nyert. A verseny elején elszakadt a mezőnytől, Faubelnek be kellett érnie a dobogó alsó fokával, így a VB utolsó, november 4-én megrendezendő futamát Talmácsi tízpontos előnnyel várhatta.
Az utolsó, valenciai futamot igen szoros küzdelemben Faubel nyerte, Talmácsi másodikként ért célba, így Faubelnek 277, Talmácsinak 282 pontja volt, amivel Talmácsi Gábor a 2007. év világbajnoka lett a MotoGP 125 cm³-es kategóriájában.
Még a bajnokság vége előtt, szeptember 22-én meghosszabbította szerződését az Aspar csapattal. A megállapodás értelmében 2008-ban két 125 cm³-es gyári Aprilia áll a rendelkezésére, 2009-től pedig feltétel nélkül a 250 cm³-es géposztályban fog indulni.
2007. december 3-án jelentették be, hogy szinte egybehangzó döntéssel, Talmácsi Gábor kapta a motorsport „Oscar-díját”, a Casci D'Orót, magyarul Aranysisakot. Ugyanebben az évben a Magyar Köztársasági Érdemrend lovagkeresztje kitüntetésben részesült.

### 2008: balszerencsés kezdet
Az idény első, katari futamán a versenyt vezető Gábor motorhiba miatt csak a tizenkettedik helyen végzett. Az első helyen csapattársa, Sergio Gadea végzett. A következő versenyen, Jerezben a 4. helyről indulva a harmadik helyen haladt, amikor már a 3. körben ismét technikai probléma miatt kiesett. Csapattársa, Gadea szintén feladni kényszerült a futamot.
Estorilban a 9. helyről indulva a negyedik helyig ért fel, majd a verseny végén hárman is megelőzték. Talmácsi di Megliót az utolsó kör végén vissza tudta előzni, így 6. lett. A győztes Corsi tovább növelte előnyét a pontversenyben.
Az esős sanghaji versenyen Gadea hamar kiesett és Corsi is kicsúszott, Talmácsi a 2. helyen motorozott a vezető Iannone mögött. A száradó pályán di Meglio megelőzte Gábort, aki bár az utolsó körökben felzárkózott rá, nem tudta megelőzni, így harmadik lett, megszerezve első 2008-as dobogós helyezését.
A francia nagydíjon három körrel a futam leintése előtt az élen motorozva bukott, így csak a 14. lett. Így Le Mans-ban a francia Mike di Meglio győzött.
Mugellóban nagyon szoros versenyben Gábor az utolsó körben, a célegyenesben megelőzte Pol Espargarót és második lett, nagyon közel a győztes Corsi mögött.
Barcelonában a 7. helyről indulva a harmadik helyen végzett, miután a hajrában Olivé és Terol is kicsúszott előle.
Doningtonban a második helyről rajtolva a 9. pozícióba esett vissza, majd műszaki hiba kiesett a magyar versenyző.
Talmácsi a 13. helyről indulva győzelmet aratott a holland nagydíjon, Assenben, ahol az utolsó körben jött fel az élre. Ezzel a pontversenyben a 4. helyre lépett elő.
Németországban a pole-ból indult, de a rajtja rosszul sikerült, a 10. helyre esett vissza. A futam végéig a harmadik helyre jött fel, di Meglio és Stefan Bradl mögé. A futam után Talmácsi az összetett harmadik helyezést szerezte meg di Meglio és Corsi mögött.

### 2009: az új kategóriák

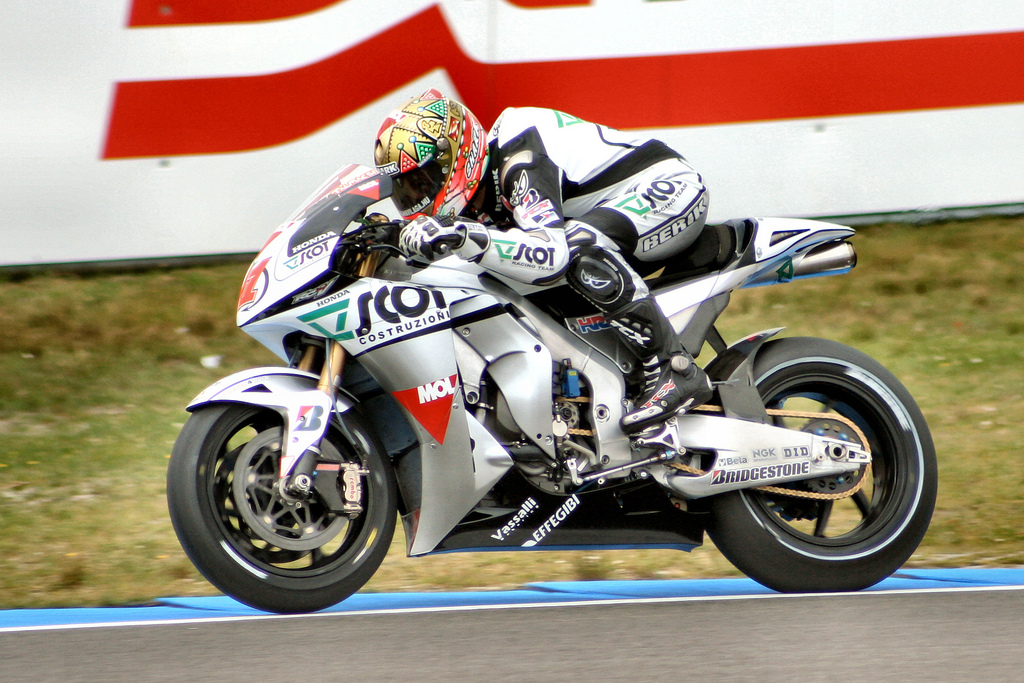
2009-ben, Assenben

2009-ben új kategóriában indult: a 250 köbcentisek között. Az új kategória miatt a rajtszáma is változott, 14-esről 28-asra.
Az első futamon (a katari GP-n) jó kezdése ellenére csak a 10. helyen végzett. Május 5-én Talmácsi Gábor menedzsmentje bejelentette, hogy a versenyző nem kíván tovább a Balatonring Team-nél versenyezni a megígért második motor hiánya és a csapattal megromlott kapcsolata miatt.
A katalán nagydíj előtti héten menedzserével, Stefano Favaróval együtt sikerült újra csapatot találniuk. Ez a MotoGP-ben szereplő Scot Racing lett, ahol a japán Takahasi Júki csapattársa lett. Az első szabadedzésen nem szerepelt jól, a mezőny utolsó helyén végzett, még az utolsó előtti Canepától is mintegy két másodperccel elmaradt. A csapat a Laguna Seca-i verseny előtt felbontotta a szerződést Takahasival, így Talmácsi Gábor lett a csapat egyedüli versenyzője.

### 2010
A Moto2 kategóriában a hatodik lett a Speed Up Aprilia csapattal. Novemberben felmondta együttműködését menedzserével és a Jack and Jones csapathoz igazolt.
2010 novemberében aláírt szerződése volt a Jack&Jones by. A. Banderas istállóhoz, de az alakulat főtámogatójának kihátrálása miatt nem vállalta az indulást a vb-n, így Talmácsi Gábor csapat nélkül maradt, aki azonnal megkezdte a tárgyalásokat, de mérlegelve a rendelkezésére álló lehetőségeket nem vállalta a mindenáron való motorozást. A 2011-es szezonban kimaradt a versenyszerű sport az életéből.

### 2011
Még mindig nincs csapata Talmácsi Gábornak; a magyar versenyző, aki tavaly a gyorsaságimotoros-világbajnokság Moto2-es kategóriájában szerepelt, azt mondta, megítélése szerint még van lehetősége arra, hogy induljon a március végén kezdődő vb-sorozatban.

### 2012

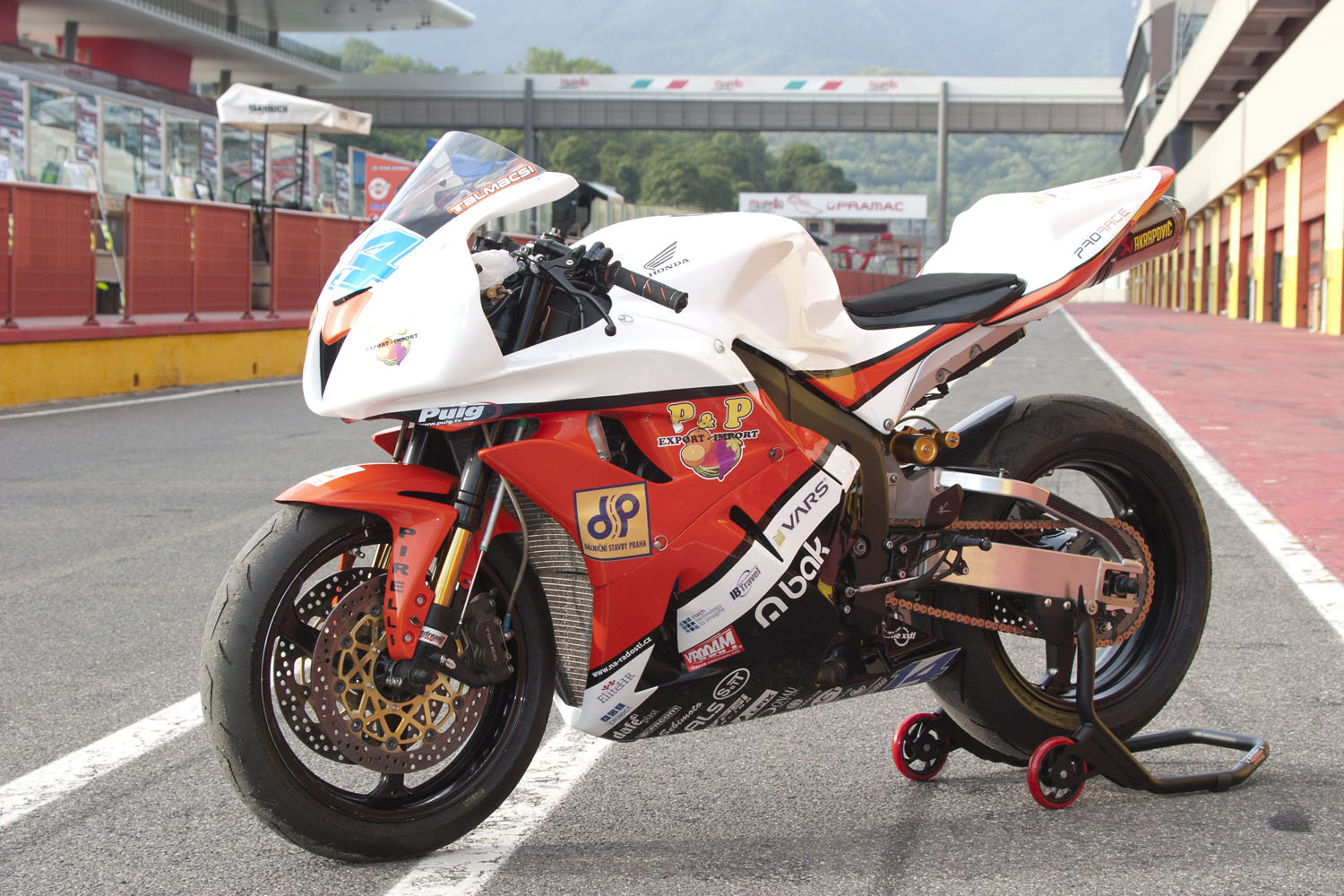
PRORACE Team Honda

2012. elején új kihívást talált, egy számára új sportágban. A rallyra váltott és ezidáig több rally versenyen is rajthoz állt a Maricsek Racing Team színeiben. Versenyautója: Mitsubishi Lancer Evo IX.
Júniusban azonban kapott egy kihagyhatatlan ajánlatot minek következtében a versenyszerű motorsport is visszatért az életébe. Talmácsi Gábor túl van a Superbike Világbajnokságon történő debütáláson és élete első Supersport versenyén, Misanoban pontszerző helyen végzett, majd a következő versenyen, Aragonban már a top 10 között ért célba. Az idényben 8 futamon állt rajthoz, és mindegyiken pontot szerzett. Összesítésben a 13. helyen végzett.
2013
2013-ban a megkezdett munka folytatódott és Talmácsi Gábor a Prorace csapat színeiben, egyedüli versenyzőként vágott neki a szezonnak a Supersport kategóriában. Ez az idény azonban elég balszerencsésen alakult számára. A nyitó futamon Ausztráliában állkapocs- és koponya sérülést szenvedett, majd június elején a Portugál Nagydíjon a felrobbanó motorblokkból kivágodó alkatrész szilánkosra törte a sípcsontját. Ez a sérülés megpecsételte további részvételét a bajnokságban. 5 lábműtéten esett át és továbbra is folytatja a rehabilitációt, miközben már utódjainak kinevelésén is szüntelen fáradozik.
2014
Talmácsi Gábor saját csapatot alapított, TALMÁCSI RACING néven, amely a Talmácsi Motoros Iskolában megtett első lépésektől kezdve, a fizikális-mentális felkészítésen és a profi karrierépítésen és menedzselésen át, a világbajnoki szinten történő sikeres szereplésig, egy komplett motorsport csomagot kínál fiatal magyar tehetségek számára.
A Talmácsi Racing első versenyzője a 19 éves Bódis Richárd teljes szezonra szerződött a Superbike Világbajnokság STK600 kategóriájában. Misanoban csatlakozott a magyar alakulathoz a 15 éves olasz tehetség, Alessandro Zaccone, aki a csapat másik STK600-as Hondájára kapott helyet. A Talmácsi Racing menedzsmentjéhez tartozó 14. életévét betöltő Somosi Alexander is Misanotól kezdte meg a bajnokságot az Honda European Junior Cup sorozatban. Ő minden idők legfiatalabbjaként állt rajthoz Olaszországban.

## Eredmények

### MotoGP futamok
A félkövérrel írt versenyeken első helyről indult, a dőlttel írt versenyeken övé a leggyorsabb kör.
| Év   | Osztály | Motor    | 1       | 2       | 3       | 4       | 5       | 6       | 7       | 8       | 9       | 10      | 11      | 12      | 13      | 14      | 15      | 16      | 17      | Hely | Pont |
| ---- | ------- | -------- | ------- | ------- | ------- | ------- | ------- | ------- | ------- | ------- | ------- | ------- | ------- | ------- | ------- | ------- | ------- | ------- | ------- | ---- | ---- |
| 2000 | 125 cm³ | Honda    | RSA –   | MAL –   | JPN –   | SPA –   | FRA –   | ITA –   | CAT –   | NED –   | GBR –   | GER –   | CZE 20. | POR –   | VAL –   | BRA –   | MOT –   | AUS –   |         | -    | -    |
| 2001 | 125 cm³ | Honda    | JPN 23. | RSA 21. | SPA 17. | FRA 16. | ITA 14. | CAT 17. | NED Ki  | GBR 10. | GER 18. | CZE 9.  | POR 12. | VAL 11. | MOT 6.  | AUS 28. | MAL 20. | BRA Ki  |         | 18.  | 34   |
| 2002 | 125 cm³ | Honda    | JPN Ki  | RSA 18. | SPA 20. | FRA 18. | ITA 19. | CAT –   | NED 15. | GBR 19. | GER 18. | CZE 11. | POR Ki  | BRA 4.  | MOT 21. | MAL Ki  | AUS 16. | VAL 15. |         | 22.  | 20   |
| 2003 | 125 cm³ | Aprilia  | JPN 14. | RSA 19. | SPA 19. | FRA 16. | ITA 16. | CAT 9.  | NED 9.  | GBR 9.  | GER 6.  | CZE 11. | POR 7.  | BRA 8.  | MOT 14. | MAL 14. | AUS 9.  | VAL 12. |         | 14.  | 70   |
| 2004 | 125 cm³ | Malaguti | RSA Ki  | SPA Ki  | FRA 16. | ITA 13. | CAT 17. | NED 17. | BRA 19. | GER 16. | GBR 13. | CZE 5.  | POR 7.  | JPN 8.  | QAT Ki  | MAL 8.  | AUS 11. | VAL 9.  |         | 17.  | 43   |
| 2005 | 125 cm³ | KTM      | SPA 5.  | POR Ki  | CHN 3.  | FRA 6.  | ITA 1.  | CAT 4.  | NED 1.  | GBR Ki  | GER 4.  | CZE 9.  | JPN Ki  | MAL 5.  | QAT 1.  | AUS 7.  | TUR 4.  | VAL 2.  |         | 3.   | 198  |
| 2006 | 125 cm³ | Honda    | SPA 8.  | QAT 11. | TUR 6.  | CHN 4.  | FRA 17. | ITA 8.  | CAT 8.  | NED 11. | GBR 10. | GER 14. | CZE 3.  | MAL 8.  | AUS 9.  | JPN 9.  | POR 8.  | VAL 9.  |         | 7.   | 119  |
| 2007 | 125 cm³ | Aprilia  | QAT 2.  | SPA 1.  | TUR 5.  | CHN 4.  | FRA 4.  | ITA 4.  | CAT 2.  | GBR Ki  | NED 3.  | GER 1.  | CZE 4.  | SMR 2.  | POR 2.  | JPN 2.  | AUS 8.  | MAL 1.  | VAL 2.  | 1.   | 282  |
| 2008 | 125 cm³ | Aprilia  | QAT 12. | SPA Ki  | POR 6.  | CHN 3.  | FRA 14. | ITA 2.  | CAT 3.  | GBR Ki  | NED 1.  | GER 3.  | CZE 4   | SMR 1   | IND 14. | JPN 3.  | AUS 3.  | MAL 1.  | VAL Ki  | 3.   | 206  |
| 2009 | 250 cm³ | Aprilia  | QAT 10. | JPN 4.  | SPA 7.  | FRA NI  | ITA NI  |         |         |         |         |         |         |         |         |         |         |         |         | 16.  | 28   |
| 2009 | MotoGP  | Honda    |         |         |         |         |         | CAT 17. | NED 16. | USA Ki  | GER 15. | GBR 12. | CZE 13. | IND 14. | SMR 12. | POR 14. | AUS 13. | MAL 14. | VAL 16. | 17.  | 19   |
| 2010 | Moto2   | Speed Up | QAT 9   | SPA 9   | FRA 5   | ITA 7   | GBR Ki  | NED 13  | CAT 11  | GER 6   | CZE 6   | IND 8   | SMR 7   | ARA 3   | JPN 21  | MAL Ki  | AUS 18  | POR 8   | VAL 10  | 6.   | 109  |

### MotoGP statisztika
| Év   | Csapat                                | Csapat                                | Helyezés | Versenyek száma | Pontok | Győzelmek | Dobogók | Pole pozíciók | Leggyorsabb körök |
| ---- | ------------------------------------- | ------------------------------------- | -------- | --------------- | ------ | --------- | ------- | ------------- | ----------------- |
| 2000 |                                       |                                       | –        | 1               | –      | –         | –       | –             | –                 |
| 2001 | Racing Service Honda                  | Racing Service Honda                  | 18.      | 16              | 34     | –         | –       | –             | –                 |
| 2002 | Italjet / PEV Moto ADAC Sachsen Honda | Italjet / PEV Moto ADAC Sachsen Honda | 22.      | 16              | 20     | –         | –       | –             | -                 |
| 2003 | Exalt Cycle Aprilia                   | Exalt Cycle Aprilia                   | 14.      | 16              | 70     | –         | –       | –             | -                 |
| 2004 | Semprucci Malaguti                    | Semprucci Malaguti                    | 17.      | 16              | 43     | –         | –       | –             | –                 |
| 2005 | Red Bull KTM                          | Red Bull KTM                          | 3.       | 16              | 198    | 3         | 5       | 1             | -                 |
| 2006 | Humangest Racing Team-Honda           | Humangest Racing Team-Honda           | 7.       | 16              | 119    | -         | 1       | -             | -                 |
| 2007 | Bancaja Aspar Aprilia                 | Bancaja Aspar Aprilia                 | 1.       | 17              | 282    | 3         | 10      | 5             | 6                 |
| 2008 | Bancaja Aspar Aprilia                 | Bancaja Aspar Aprilia                 | 3.       | 17              | 206    | 3         | 9       | 4             | 2                 |
| 2009 | 250 cm³                               | Balatonring Team                      | 18.      | 3               | 28     | 0         | 0       | 0             | 0                 |
| 2009 | Scot Racing Team                      | Scot Racing Team                      | 17.      | 12              | 19     | 0         | 0       | 0             | 0                 |
| 2010 | Moto2                                 | Fimmco Speed Up                       | 6.       | 17              | 109    | 0         | 1       | 1             | 0                 |

### Supersport FIM World Championship futamok
| Év   | Osztály    | Motor | 1       | 2      | 3      | 4      | 5      | 6       | 7      | 8       | 9       | 10     | 11     | 12      | 13     | Hely | Pont |
| ---- | ---------- | ----- | ------- | ------ | ------ | ------ | ------ | ------- | ------ | ------- | ------- | ------ | ------ | ------- | ------ | ---- | ---- |
| 2012 | Supersport | Honda | AUS –   | ITA –  | NED –  | ITA –  | EUR –  | SMR 15. | ESP 9. | CZE 12. | GBR 10. | RSA 8. | GER 6. | POR 15. | FRA 9. | 13.  | 44   |
| 2013 | Supersport | Honda | AUS DNS | SPA Ki | NED 16 | ITA 19 | GBR 12 | POR Ki  | ITA    | RSA     | GBR     | GER    | TUR    | FRA     | SPA    | 27.  | 4    |

### Supersport FIM World Championship statisztika
| Év   | Csapat             | Csapat             | Helyezés | Versenyek száma | Pontok | Győzelmek | Dobogók | Pole pozíciók | Leggyorsabb körök |
| ---- | ------------------ | ------------------ | -------- | --------------- | ------ | --------- | ------- | ------------- | ----------------- |
| 2012 | PRORACE Team Honda | PRORACE Team Honda | 13.      | 8               | 44     | –         | –       | –             | -                 |

## Díjai, elismerései
- A Magyar Köztársasági Érdemrend lovagkeresztje (2007)
- Aranysisak – Casci D'oro (2007)
- Az év sportolója a sportújságírók szavazata alapján (2007, 2005-ben 3. hely)
- A Nemzeti Sportszövetség Különdíja (2007)
- Magyar Köztársasági Ezüst Érdemkereszt (2005)
- Az Év Embere (2007)
- Az Év Legnépszerűbb Sportolója (2010)
- Az Év Embere Zuglóban (2005, 2007, 2008)
- Budapest Sportdíj
- Woman of the year – Az év legsármosabb férfi díj
- Rally Sport örökös licenc tulajdonos
- A legismertebb aktív magyar sportoló (2008)
- Nemzetisport közönségdíj (2007)
- Legtöbb médiamegjelenést generáló jelölt sportoló (2011)